# Mimenoplioides cribicollis
Mimenoplioides cribicollis là một loài bọ cánh cứng trong họ Cleridae. Loài này được Pic miêu tả khoa học năm 1939.